# Rață cărămizie
Rața cărămizie (Spatula cyanoptera) este o specie de rață întâlnită în vestul Americii de Nord și de Sud. Este o rață mică, cu un penaj roșiatic aprins la mascul și un penaj maro mai tern la femelă. Trăiește în mlaștini și iazuri și se hrănește mai ales cu plante.

## Taxonomie
Se știe că se încrucișează cu rața mică cu aripi albastre, care este rudă foarte apropiată.
Subspeciile sunt:
- Spatula cyanoptera septentrionalium (Oberholser, 1906) se înmulțește din Columbia Britanică până în nord-vestul New Mexico și iernează în nord-vestul Americii de Sud.[3]
- Spatula cyanoptera tropica (Snyder & Lumsden, 1951) se întâlnește în Valea Cauca⁠(d) și Valea Magdalena⁠(d) din Columbia.[3]
- Spatula cyanoptera borreroi (Snyder & Lumsden, 1951) (posibil dispărut) apare în Anzii de est ai Columbiei, cu înregistrări de păsări aparent rezidente din nordul Ecuadorului.[3] Este numit după ornitologul columbian José Ignacio Borrero⁠(d).
- Spatula cyanoptera orinoma (Snyder & Lumsden, 1951) se întâlnește în Altiplano din Peru, nordul statului Chile și Bolivia[3]
- Spatula cyanoptera cyanoptera (Vieillot, 1816) se întâlnește în sudul Peru, sudul Braziliei, Argentinei, Chile și Insulele Falkland.[3]

## Galerie

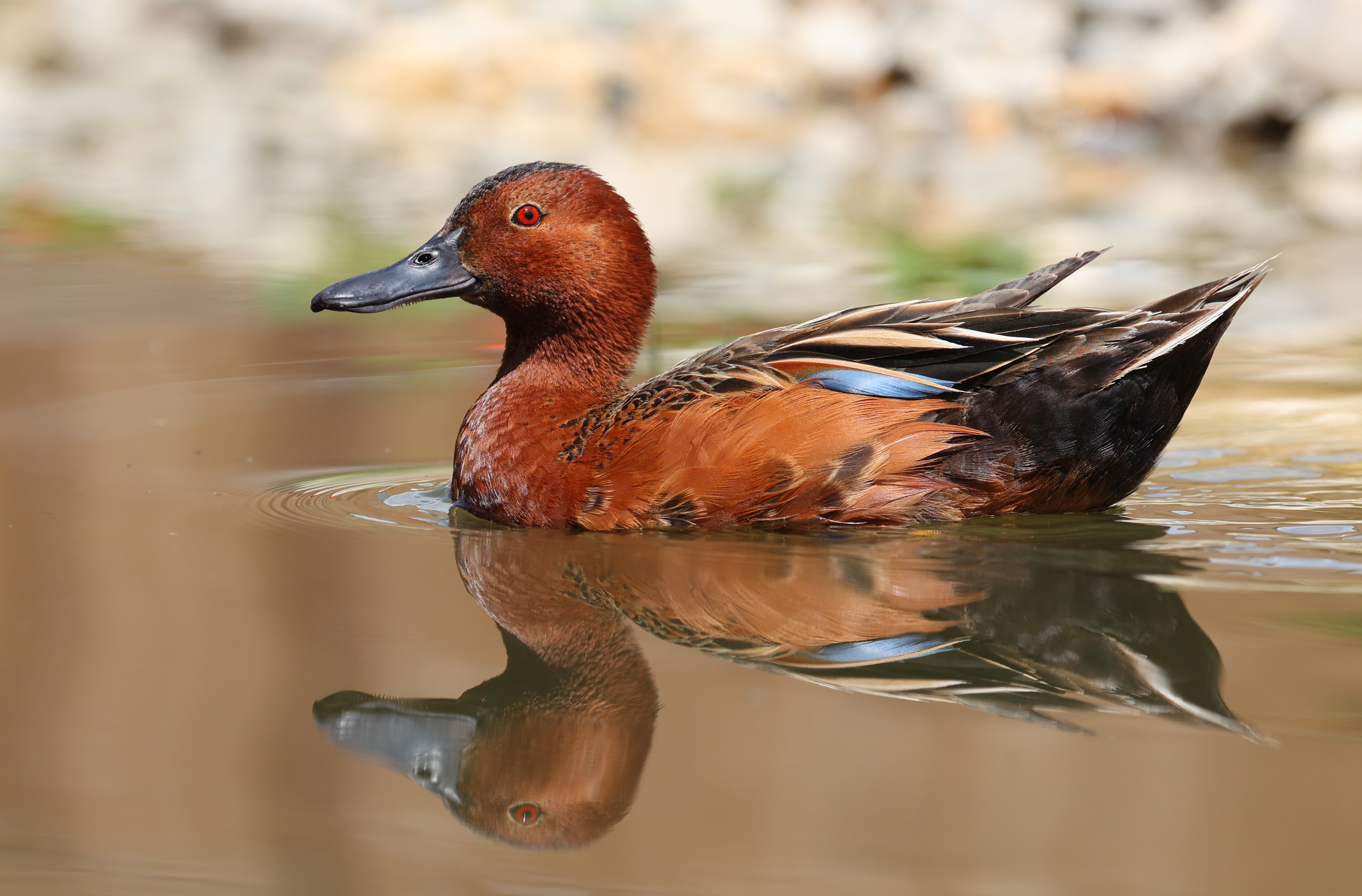
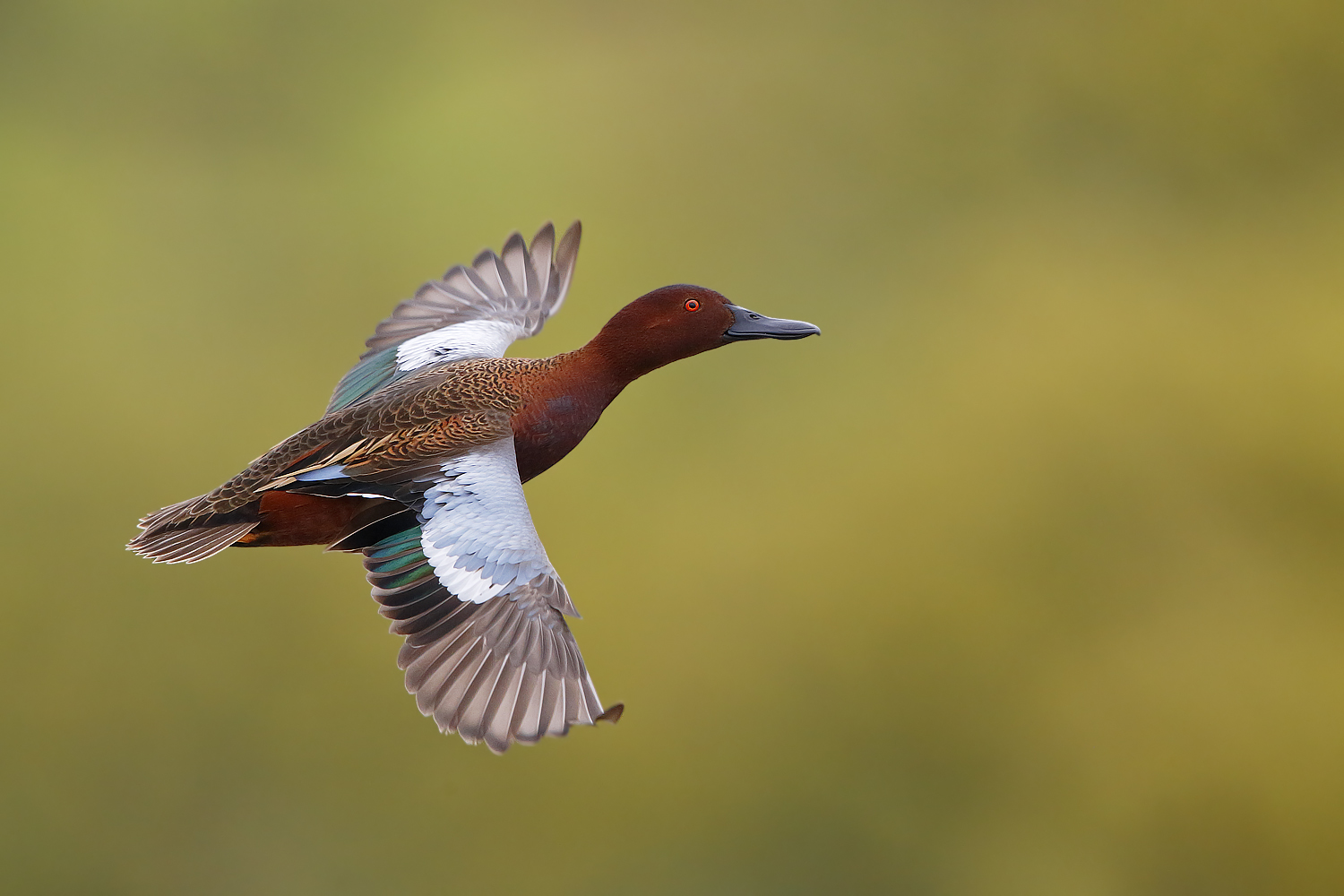
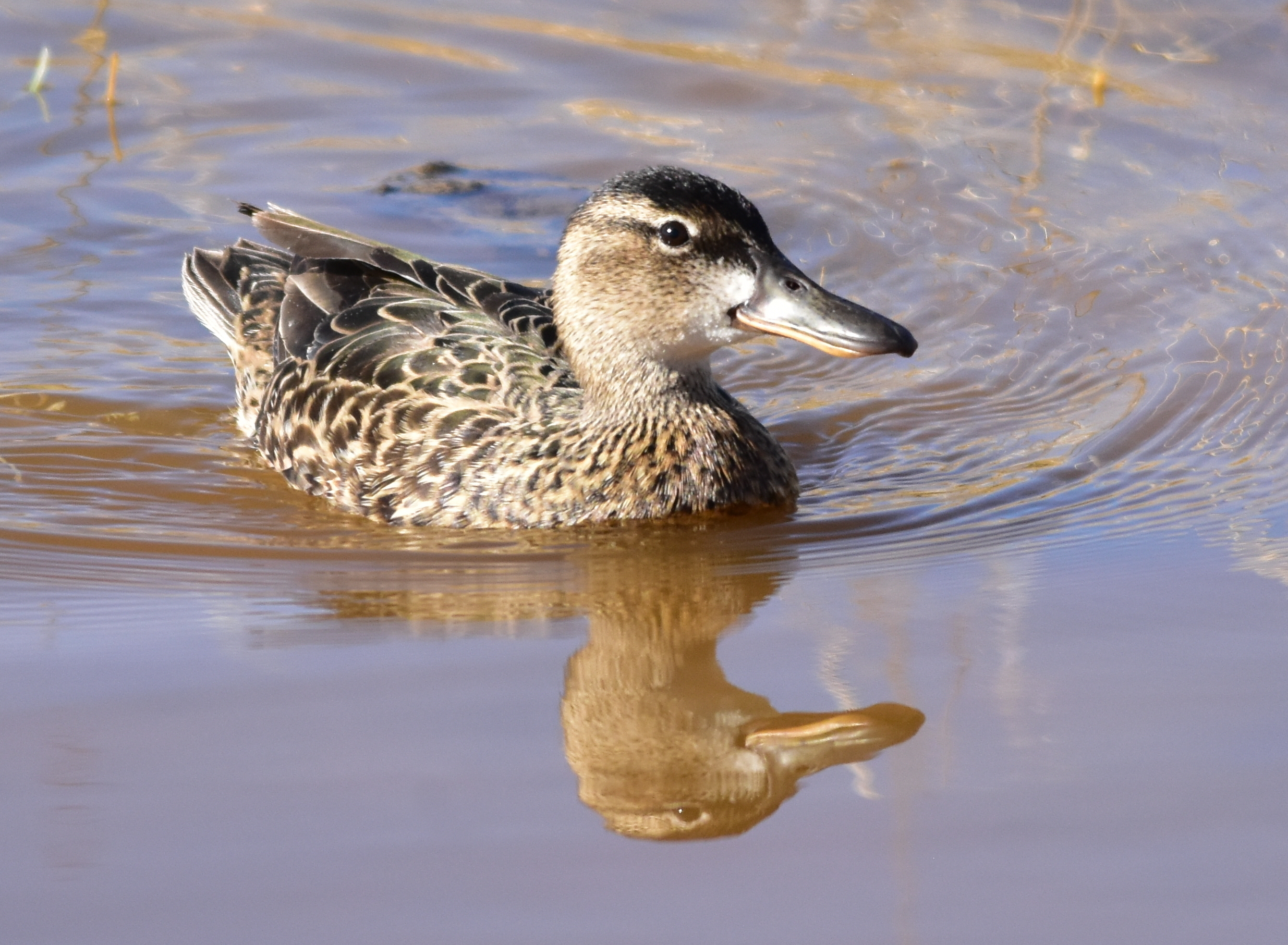
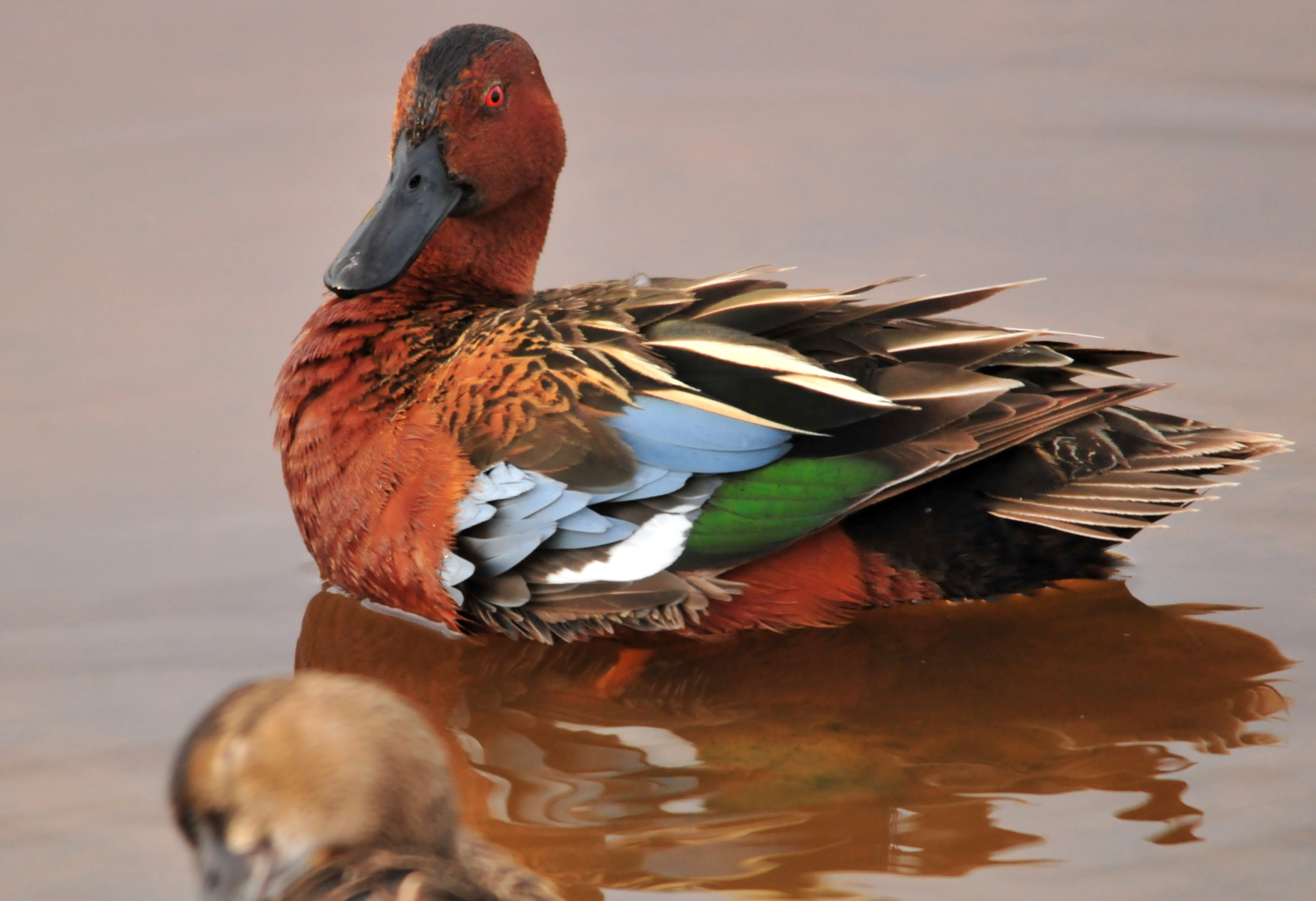
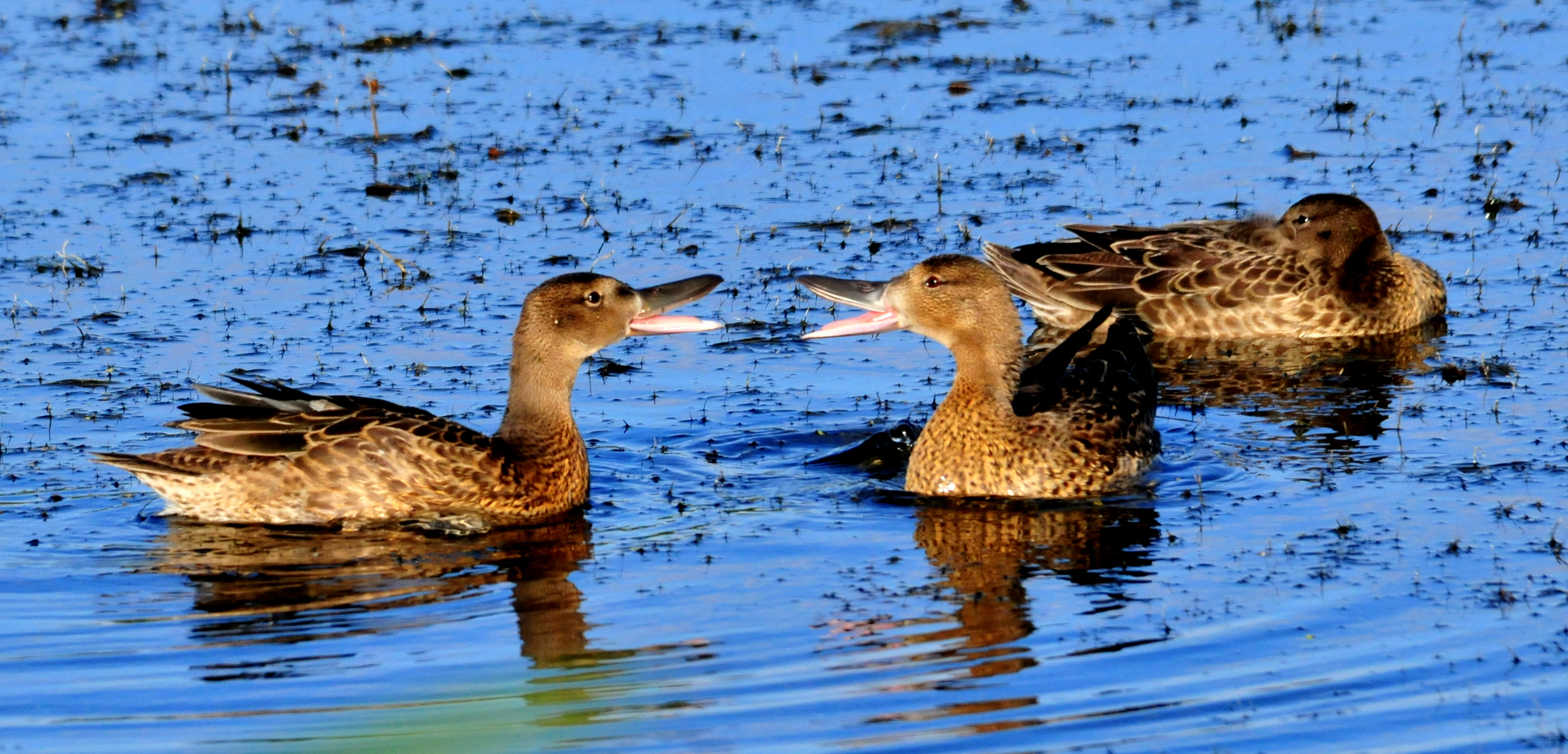
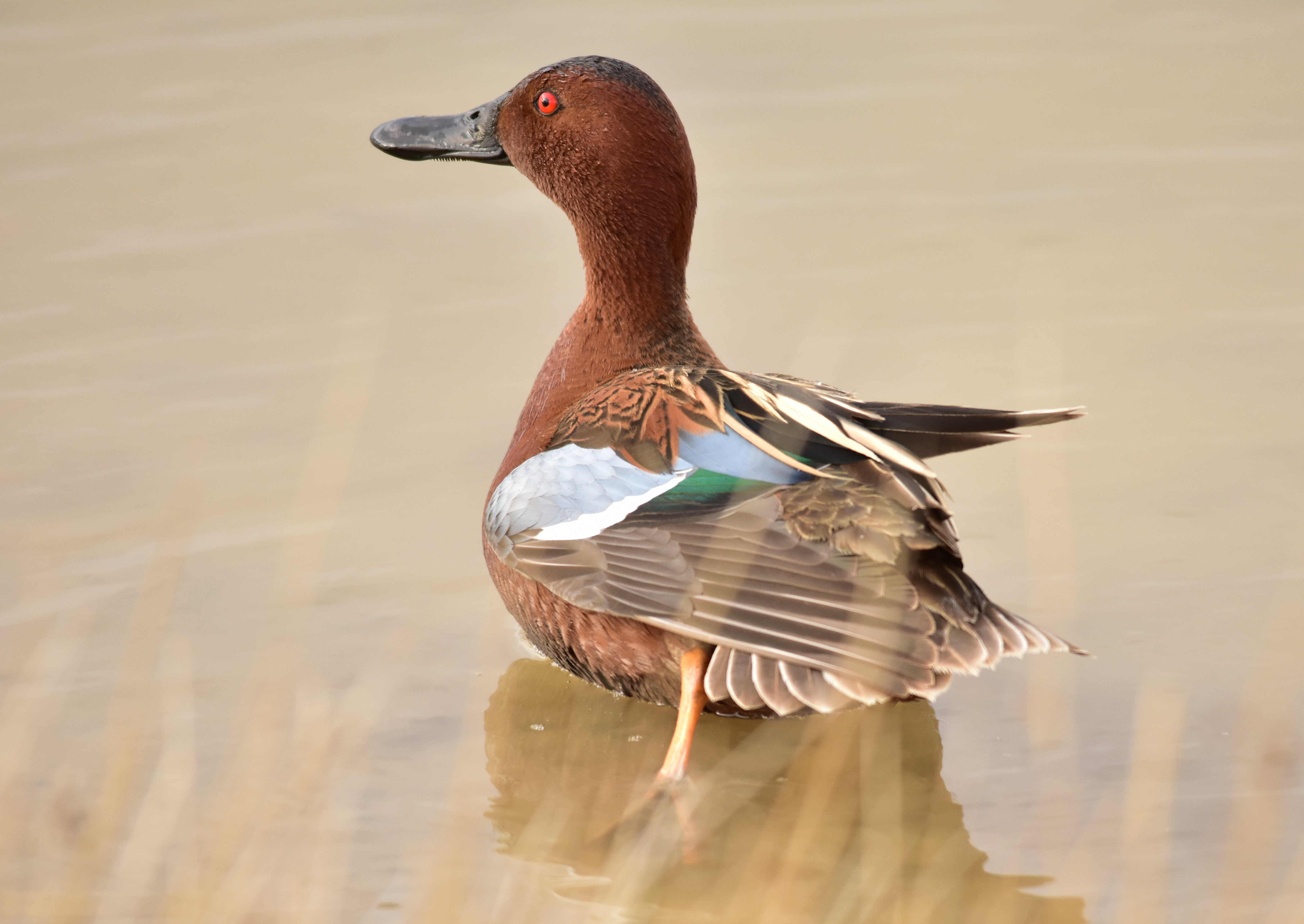
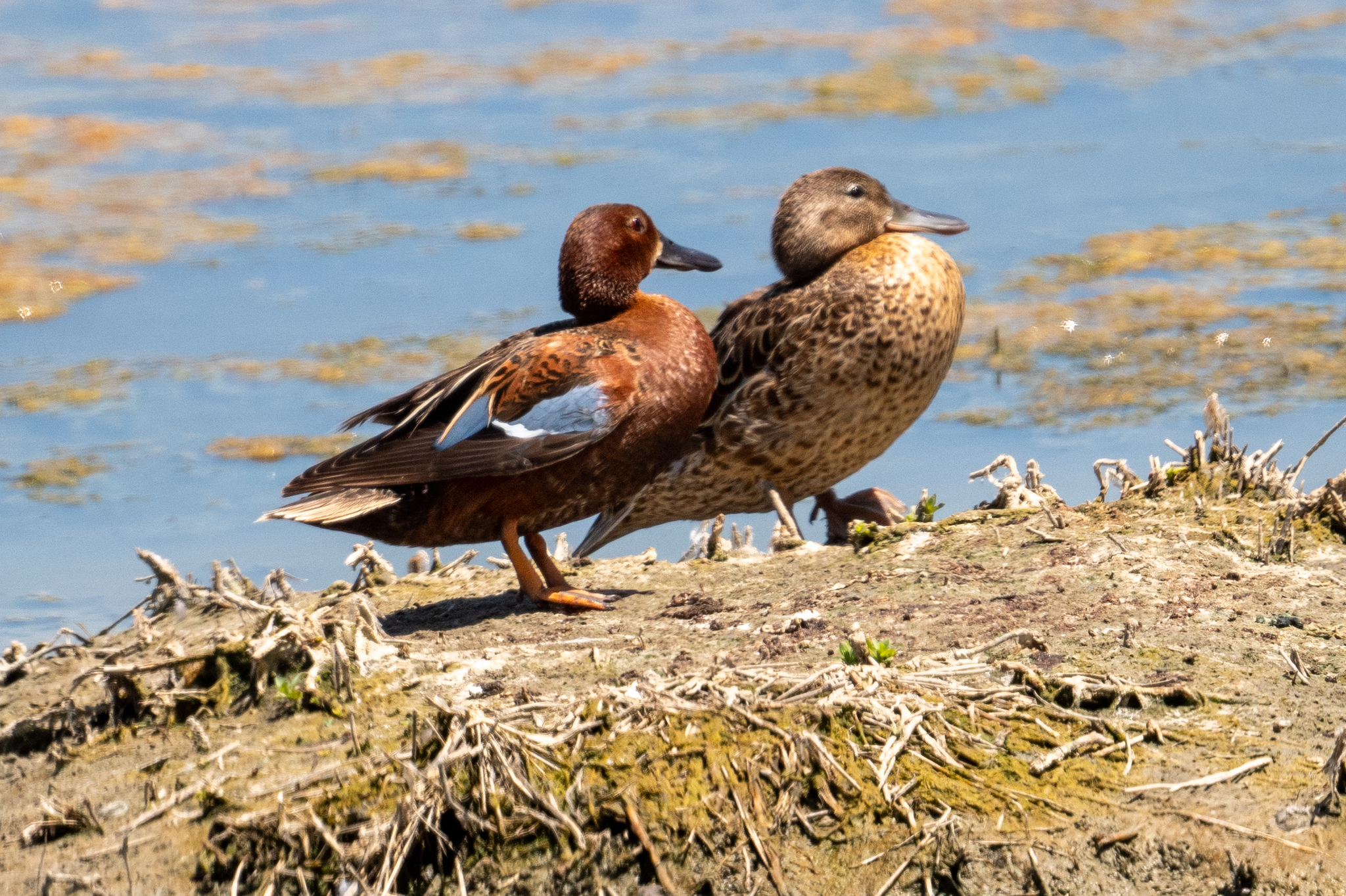